# Laurent Durieux
Pour les articles homonymes, voir Durieux.
Laurent Durieux, né en Belgique en 1970, est un affichiste, illustrateur et coloriste de bande dessinée belge, connu dans le monde du cinéma avec des affiches alternatives, dont Apocalypse Now, La Piscine, Les Oiseaux, Le Silence des agneaux, Shining, Les Dents de la mer.

## Biographie
Laurent Durieux naît en 1970. Il est le frère jumeau de Jack Durieux. Dès l’enfance, Laurent Durieux se passionne pour le dessin et il aime la bande dessinée. Il sait dès l'âge de 20 ans qu'il sera graphiste. Il travaille en tant que designer indépendant depuis 1994. La réalisation de logos ou autres publicités ne lui apporte guère de plaisir. Il change d'orientation en se concentrant sur son art et plus spécifiquement sur les sérigraphies de cinéma.
Laurent Durieux scénarise le film d'animation de court métrage Hellville, réalisé par Rémy Busson. Le film est nommé au Festival international du film de Chicago dans sa catégorie la même année.
Laurent Durieux est remarqué en 2011 avec son affiche François à l’Américaine, créée à l'occasion d'une exposition commémorant l'œuvre du réalisateur Jacques Tati, ce qui lui permet d'être contacté par plusieurs éditeurs et galeries américaines dont la galerie Mondo basée à Austin au Texas pour laquelle il réalise depuis des affiches alternatives de film à 40 ans.
Son travail est apprécié des réalisateurs américains, notamment Francis Ford Coppola, Steven Spielberg, ou encore Paul Thomas Anderson.
Il entame une collaboration avec François Schuiten en 2014. Ensemble, ils exposent Dialogues à la Galerie Barbier Mathon à Paris deux ans plus tard.
En 2017, il est contacté par l'équipe du festival international de science-fiction Utopiales, pour laquelle il réalise l'affiche de la 18e édition. Une exposition lui est consacrée lors de cette édition du festival,.
En 2018, à la demande de son ami François Schuiten, il effectue la mise en couleur de l'album Le Dernier Pharaon, de la série Blake et Mortimer, scénarisé par Jaco Van Dormael, Thomas Gunzig et François Schuiten et dessiné par ce dernier, publié aux éditions Éditions Blake et Mortimer en 2019,,.
La même année, il expose à Austin, Texas, dans la galerie Mondo, une dizaine de nouvelles sérigraphies. Parmi ces dernières figure une affiche pour Apocalypse Now, qui sera utilisée comme visuel officiel pour la ressortie du film en salles dans le monde entier.
En 2019, il publie un artbook intitulé Mirages : tout l'art de Laurent Durieux,, préfacé par Francis Ford Coppola aux éditions Huginn et Muninn. Une version augmentée est publiée en 2021.

Selon ce Francis Ford Coppola : 

« Le très beau travail de Laurent Durieux élève l’art de l’affiche à un haut niveau. Les images, qui sont exécutées remarquablement, expriment des idées et des thèmes du film qu’il a choisi d’un nouvel éclairage. Ses images racontent beaucoup de choses sans mots et font partie de la merveilleuse tradition de l’art de l’illustration. »

En avril 2020, le célèbre quotidien belge Le Soir invite 27 auteurs belges de bande dessinée à s’exprimer librement sur le thème de la résistance positive au confinement dont Laurent Durieux, François Schuiten, Jannin et Liberski, Bernard Yslaire, Dany, Philippe Francq, Johan De Moor , Janry, Éric Lambé, Olivier Grenson, Marianne Duvivier, Serge Dehaes, Michel Kichka, André Taymans, Didier Alcante, Mathieu Burniat, Jacques Louis, Thierry Van Hasselt et Barly Baruti.
En juin 2021, une grande exposition rétrospective de son œuvre est organisée au Mima, un centre culturel de Bruxelles,.
En 2022, il crée Et vogue le navire de l’animation !, l'affiche du Festival international du film d'animation d'Annecy et y expose Mirages, l’art de Laurent Durieux.
Pour la cérémonie des Magritte du cinéma, il réalise l'affiche de l'édition 2023, elle représente l’entrée d’une salle de cinéma dans un quartier à l’ambiance festive.
Il avoue que ses influences sont Norman Rockwell et Edward Hopper et qu'il admire le travail de Moebius, François Schuiten ainsi les illustrateurs-graphistes des années 1930-40, comme Antonio Petrucelli qui concevait des couvertures prodigieuses pour le magazine Fortune, ou encore Hasui Kawase.

## Vie privée
Laurent Durieux demeure à Bruxelles en 2013, il travaille dans son atelier à Uccle en 2021. Il est marié avec Laurence Niedlispacher depuis le 1er juin 2001, le couple a deux enfants.

## Œuvre

### Affiches

#### Affiches alternatives de cinéma
- Apocalypse Now[2]
- La Piscine[13]
- Le Parrain[13]
- Les Oiseaux
- Le Silence des agneaux
- Shining[2]
- Les Dents de la mer[2]
- Die Hard[2]
- Titanic[2]
- Metropolis[18] ;
- Diamants sur canapé[18].
- Adoration[13]
- Fenêtre sur cour[13]
- La Dernière Tentation des Belges[13]

#### Affiches événementielles
- Utopiales[1], 2017 ;
- Et vogue le navire de l’animation ![15] du Festival international du film d'animation d'Annecy, 2022 ;
- Magritte du cinéma[2], 2023.

### Filmographie
- 2011 : Hellville[3] (scénario), court métrage de Rémy Busson.

### Album de bande dessinée
Blake et Mortimer
- HS Le Dernier Pharaon[7], Éditions Blake et Mortimer, Bruxelles, 29 mai 2019
Scénario : Jaco Van Dormael, Thomas Gunzig et François Schuiten - Dessin : François Schuiten - Couleurs : Laurent Durieux -  (ISBN 978-2-87097-280-9)

### Artbooks
- Mirages : tout l'art de Laurent Durieux[11], Huginn et Muninn, 29 mai 2019
Scénario, dessin et couleurs : Laurent Durieux -  (ISBN 9782364807143),Préface : Francis Ford Coppola.
- Mirages : tout l'art de Laurent Durieux, édition augmentée, Huginn et Muninn coll. « Art Graphique », 9 juillet 2021
Scénario, dessin et couleurs : Laurent Durieux -  (ISBN 9782364808140),Préface : Francis Ford Coppola.

### Expositions

#### Expositions individuelles
- Utopiales, Nantes[1], 2017 ;
- Mirages, l’art de Laurent Durieux, Festival international du film d'animation d'Annecy, 2022 ;
- Rétrospective Laurent Durieux[13],[14], Mima, Bruxelles, juin 2021.

#### Expositions collectives
- Dialogues[1] avec François Schuiten à la Galerie Barbier Mathon à Paris, 2016.

#### Périodiques
- Laurent Durieux (interviewé par Sonia Dechamps), « La Marque Durieux », Casemate, Pommes Presse, no 114,‎ mai 2018, p. 92-95 (ISSN 1964-504X)
- (en) Ben Marks, « The retro-futuristic world of Laurent Durieux », Collectors Weekly,‎ 8 mars 2013 (lire en ligne, consulté le 17 avril 2023)
- Laurent Durieux (interviewé par Servane Calmant), « En haut de l'affiche Laurent Durieux », ActuaBD,‎ 2019 (lire en ligne, consulté le 17 avril 2023)
- Laurent Durieux (interviewé par Quentin Gassiat), « De Metropolis à Jaws, raconter le Cinéma par l'affiche », QGDA,‎ février 2019 (lire en ligne, consulté le 17 avril 2023).
- Nicolas Tellop, « Laurent Durieux, coloriste ou dessinateur ? Le Monsieur Image du Dernier Pharaon », Les Cahiers de la bande dessinée, no 8,‎ juillet-septembre 2019, p. 50-53.
- « Laurent Durieux : l'art de l'affiche », Les arts dessinés, HS n°2, juillet 2021 (collection Les Grands Entretiens)

#### Articles
- Laurent Durieux (interviewé par Sigrid Dechamps), « Qui est Laurent Durieux, le dessinateur belge qui affole les cinéphiles ? », Le Soir,‎ 1er juillet 2022 (lire en ligne, consulté le 17 avril 2023).

#### Émissions de télévision
- Laurent Durieux a créé l’affiche de la cérémonie des Magritte : il est déjà un illustrateur de renom aux États-Unis sur BX1, Reportage de Sabine Ringelheim, Loïc Bourlard et Corinne De Beul (1 min 58 s), 3 mars 2023.